# Chacó

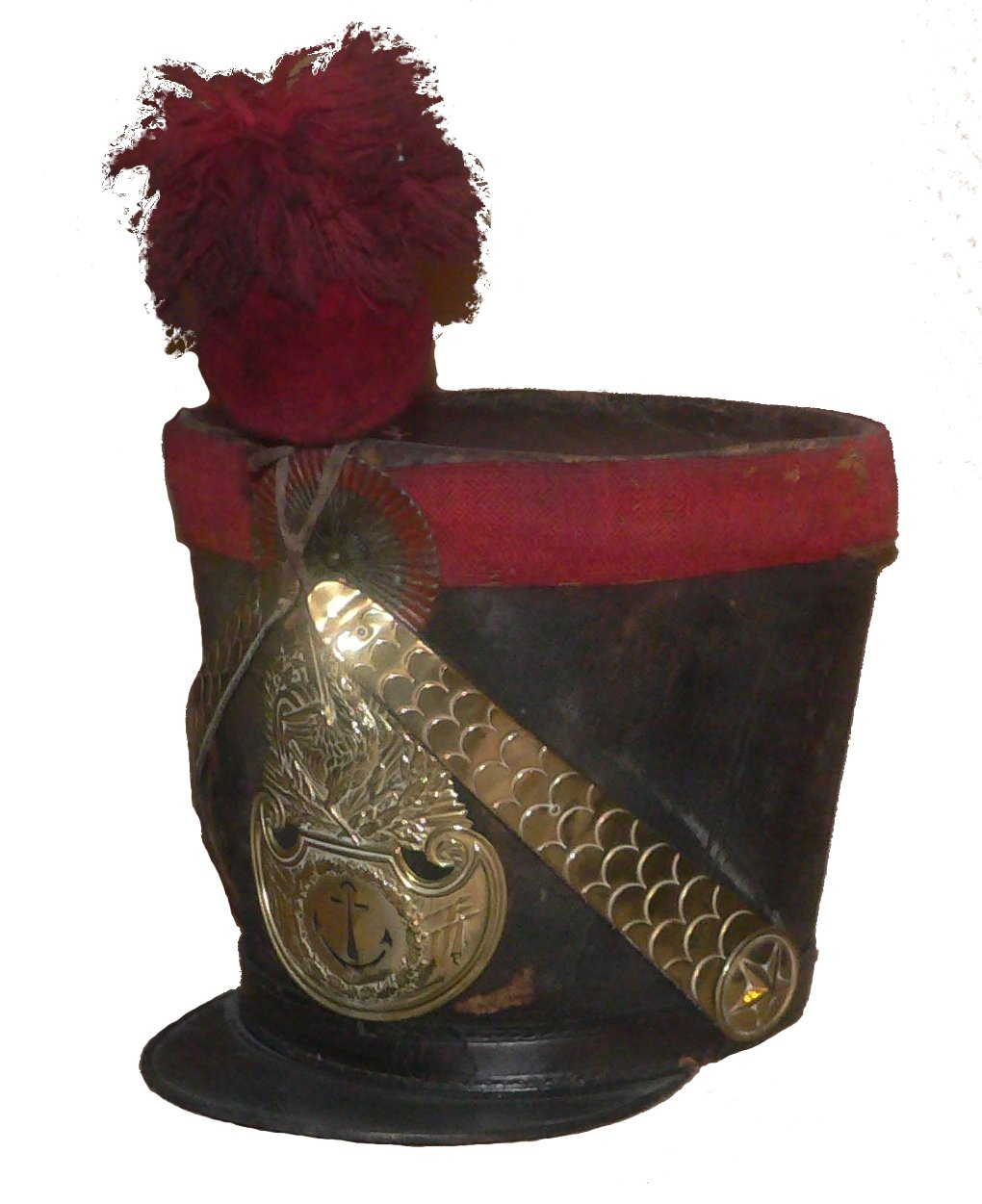
Chacó de un infante de marina francés alrededor del 1829.

El chacó a veces escrito shaco, chakó o shakó, es una especie de sombrero alto, cilíndrico y con visera.  Usualmente está adornado con alguna placa frontal y con una pluma o pompón en lo alto. 
La palabra chacó proviene de la locución húngara csákós süveg (sombrero con visera) y formaba parte del uniforme de los húsares húngaros del siglo XVIII. El chacó era un gorro pesado y protegía muy poco de los enemigos y de las inclemencias del tiempo. Por ello muchos iban cubiertos por unos forros de hule, fieltro o paño que los protegían.
Desde 1800, el chacó llegó a ser el sombrero de más uso en todas las armas. Mantuvo su posición dominante hasta mediados del siglo XIX, cuando fue progresivamente sustituido por los cascos alemanes acabados en punta pickelhaube, por los quepis y por los salacots. El chacó formó parte de la uniformidad de los Cuirassier o coraceros franceses, los Húsares, los Jägers alemanes, la infantería austro-húngara, la Guardia Imperial rusa, la infantería española y la práctica totalidad de las tropas de las nacientes repúblicas sudamericanas.
En la actualidad, el chacó forma parte del uniforme de parada de muchas unidades de élite, como la Guardia Republicana francesa, la Guardia Real española, la guardia de honor de la presidencia de Rusia y los húsares de la Guardia Real danesa, así como de los Granaderos de Tarqui de la Guardia Presidencial de Ecuador y de sus similares de los palacios presidenciales de Perú y Argentina. También usan chacó en sus uniformes de gala las academias militares, como la francesa de Saint-Cyr, la estadounidense de West Point, la italiana de Módena y el mexicano Colegio Militar. 
En Estados Unidos el chacó es muy popular como gorro de compañías de majorettes o de «marching bands» de carácter civil.
- Datos: Q153389
- Multimedia: Shako / Q153389